# Newport-Klasse
Die Newport-Klasse war eine Klasse von 20 Panzerlandungsschiffen der United States Navy. Die des Typs kamen zwischen 1969 und 1972 in Fahrt und wurden zwischen 1992 und 2002 ausgemustert. Elf Einheiten gingen anschließend zum weiteren Dienst an verschiedene Marinen.

## Geschichte
Die Schiffe der Newport-Klasse wurden konzipiert, um die veralteten Panzerlandungsschiffe aus dem Zweiten Weltkrieg zu ersetzen. Sie sind in ihrer Abmessung und der Kapazität der beförderbaren Fahrzeuge diesen Einheiten weit überlegen. Das signifikanteste Merkmal der Schiffe war die 34 Meter lange Landerampe am Bug, welche für Lasten von bis zu 75 Tonnen ausgelegt war. Die Einheiten der Newport-Klasse verfügten zudem über eine Heckklappe, was sie auch für den Transport von Assault Amphibious Vehicle geeignet machte.
Die ersten Schiffe der Newport-Klasse wurden 1992 ausgemustert, die letzten 2002. Elf der insgesamt 20 Einheiten wurden für den weiteren Dienst an die Royal Australian Navy, die Marinha do Brasil, die chilenische Marine, die Malaysische Marine, die mexikanische Marine, die Königliche Marine Marokkos, die Peruanische Marine, die Marine der Republik China und die Armada Española abgegeben. Einige dieser Einheiten befinden sich bis heute im Dienst. Die restlichen 9 Schiffe wurden nach mehreren Jahren in der Reserveflotte abgewrackt oder als Zielschiffe versenkt. Als letzte Einheit der Newport-Klasse im US-Besitz befindet sich noch die USS Boulder (LST-1190) in der Reserveflotte.

## Einheiten
| Name                              | Bauwerft                                           | Kiellegung         | Stapellauf         | Indienststellung  | Außerdienststellung | Verbleib                                                                                                   |
| --------------------------------- | -------------------------------------------------- | ------------------ | ------------------ | ----------------- | ------------------- | --- |
| USS Newport (LST-1179)            | Philadelphia Naval Shipyard, Philadelphia          | 1. November 1966   | 3. Februar 1968    | 7. Juni 1969      | 30. September 1992  | seit 2001 als Papaloapan (A411) für die mexikanische Marine im Dienst                                      |
| USS Manitowoc (LST-1180)          | Philadelphia Naval Shipyard, Philadelphia          | 27. Februar 1967   | 4. Januar 1969     | 24. Januar 1970   | 30. Juni 1993       | seit 2000 als Chung Ho (LST-232) für die Marine der Republik China im Dienst                               |
| USS Sumter (LST-1181)             | Philadelphia Naval Shipyard, Philadelphia          | 14. November 1967  | 13. Dezember 1969  | 20. Juni 1970     | 30. September 1993  | seit 2000 als Chung Ping (LST-233) für die Marine der Republik China im Dienst                             |
| USS Fresno (LST-1182)             | National Steel and Shipbuilding Company, San Diego | 16. Dezember 1967  | 28. September 1968 | 22. November 1969 | 8. April 1993       | 2014 als Zielschiff versenkt.                                                                              |
| USS Peoria (LST-1183)             | National Steel and Shipbuilding Company, San Diego | 24. Februar 1968   | 23. November 1968  | 21. Februar 1970  | 28. Januar 1994     | 2004 als Zielschiff versenkt                                                                               |
| USS Frederick (LST-1184)          | National Steel and Shipbuilding Company, San Diego | 13. April 1968     | 8. März 1969       | 11. April 1970    | 5. Oktober 2002     | seit 2002 als Usumacinta (A412) für die mexikanische Marine im Dienst                                      |
| USS Schenectady (LST-1185)        | National Steel and Shipbuilding Company, San Diego | 2. August 1968     | 24. Mai 1969       | 13. Juni 1970     | 15. Dezember 1993   | 2004 als Zielschiff versenkt                                                                               |
| USS Cayuga (LST-1186)             | National Steel and Shipbuilding Company, San Diego | 28. September 1968 | 12. Juli 1969      | 8. August 1970    | 26. August 1994     | seit 2001 als Mattoso Maia (G28) für die Marinha do Brasil im Dienst                                       |
| USS Tuscaloosa (LST-1187)         | National Steel and Shipbuilding Company, San Diego | 23. November 1968  | 6. September 1969  | 24. Oktober 1970  | 18. Februar 1994    | 2014 als Zielschiff versenkt                                                                               |
| USS Saginaw (LST-1188)            | National Steel and Shipbuilding Company, San Diego | 24. Mai 1969       | 7. Februar 1970    | 23. Februar 1971  | 28. Juni 1994       | von 1994 bis 2011 als HMAS Kanimbla (L 51) für die Royal Australian Navy im Dienst, 2013 abgewrackt        |
| USS San Bernardino (LST-1189)     | National Steel and Shipbuilding Company, San Diego | 12. Juli 1969      | 28. März 1970      | 27. März 1971     | 30. September 1995  | von 1995 bis 2011 als Valdivia (LST-93) für die chilenische Marine im Dienst                               |
| USS Boulder (LST-1190)            | National Steel and Shipbuilding Company, San Diego | 6. September 1969  | 22. Mai 1970       | 4. Juni 1971      | 28. Februar 1994    | Reserveflotte (Philadelphia), ab Mai 2022 in Brownsville abgewrackt                                        |
| USS Racine (LST-1191)             | National Steel and Shipbuilding Company, San Diego | 13. Dezember 1969  | 15. August 1970    | 9. Juli 1971      | 2. Oktober 1993     | 2018 als Zielschiff versenkt                                                                               |
| USS Spartanburg County (LST-1192) | National Steel and Shipbuilding Company, San Diego | 7. Februar 1970    | 7. November 1970   | 1. September 1971 | 16. Dezember 1994   | von 1995 bis 2009 als KD Sri Inderapura (L1505) für die malaysische Marine im Dienst, durch Brand zerstört |
| USS Fairfax County (LST-1193)     | National Steel and Shipbuilding Company, San Diego | 28. März 1970      | 19. Dezember 1970  | 16. Oktober 1971  | 17. August 1994     | von 1994 bis 2011 als HMAS Manoora (L 52) für die Royal Australian Navy im Dienst, 2013 abgewrackt         |
| USS La Moure County (LST-1194)    | National Steel and Shipbuilding Company, San Diego | 22. Mai 1970       | 13. Februar 1971   | 18. Dezember 1971 | 17. November 2000   | 2001 als Zielschiff versenkt                                                                               |
| USS Barbour County (LST-1195)     | National Steel and Shipbuilding Company, San Diego | 7. November 1970   | 15. Mai 1971       | 12. Februar 1972  | 30. März 1992       | 2004 als Zielschiff versenkt                                                                               |
| USS Harlan County (LST-1196)      | National Steel and Shipbuilding Company, San Diego | 7. November 1970   | 24. Juli 1971      | 8. April 1972     | 14. April 1995      | von 2000 bis 2012 als Pizarro (L-42) für die spanische Marine im Dienst, 2016 abgewrackt                   |
| USS Barnstable County (LST-1197)  | National Steel and Shipbuilding Company, San Diego | 19. Dezember 1970  | 2. Oktober 1971    | 27. Mai 1972      | 29. Juni 1994       | von 1994 bis 2009 als Hernán Cortés (L-41) für die spanische Marine im Dienst, 2014 abgewrackt             |
| USS Bristol County (LST-1198)     | National Steel and Shipbuilding Company, San Diego | 13. Februar 1971   | 4. Dezember 1971   | 5. August 1972    | 29. Juli 1994       | seit 1994 als BDC Sidi Mohammed Ben Abdellah für die Königliche Marine Marokkos im Dienst                  |

 Australien
| Kennung | Name          | Indienststellung  | Außerdienststellung | Bemerkungen |
| ------- | ------------- | ----------------- | ------------------- | ----------- |
| L 51    | HMAS Kanimbla | 29. August 1994   | 25. November 2011   |             |
| L 52    | HMAS Manoora  | 25. November 1994 | 27. Mai 2011        |             |

 Brasilien
| Kennung | Name         | Indienststellung | Außerdienststellung | Bemerkungen |
| ------- | ------------ | ---------------- | ------------------- | ----------- |
| G-28    | Mattoso Maia | 30. August 1994  |                     | aktiv       |

 Chile
| Kennung | Name     | Indienststellung   | Außerdienststellung | Bemerkungen |
| ------- | -------- | ------------------ | ------------------- | ----------- |
| LST-93  | Valdivia | 30. September 1995 | 14. Januar 2011     |             |

 Malaysia
| Kennung | Name              | Indienststellung | Außerdienststellung | Bemerkungen |
| ------- | ----------------- | ---------------- | ------------------- | ----------- |
| L 1505  | KD Sri Inderapura | 1994             | 21. Januar 2010     |             |

 Marokko
| Kennung | Name                       | Indienststellung | Außerdienststellung | Bemerkungen |
| ------- | -------------------------- | ---------------- | ------------------- | ----------- |
| 407     | Sidi Mohammed Ben Abdellah | 1994             |                     | aktiv       |

 Mexiko
| Kennung | Name           | Indienststellung | Außerdienststellung | Bemerkungen |
| ------- | -------------- | ---------------- | ------------------- | ----------- |
| A411    | ARM Papaloapan | 23. Mai 2001     |                     | aktiv       |
| A412    | ARM Usumacinta | 9. Dezember 2002 |                     | aktiv       |

 Spanien
| Kennung | Name          | Indienststellung | Außerdienststellung | Bemerkungen |
| ------- | ------------- | ---------------- | ------------------- | ----------- |
| L-41    | Hernán Cortés | 26. August 1994  | 13. November 2009   | abgebrochen |
| L-42    | Pizarro       | 2000             | 14. Dezember 2012   | abgebrochen |

 Taiwan
| Kennung | Name       | Indienststellung | Außerdienststellung | Bemerkungen |
| ------- | ---------- | ---------------- | ------------------- | ----------- |
| LST-232 | Chung Ho   | 8. Mai 1997      |                     | aktiv       |
| LST-233 | Chung Ping | 8. Mai 1997      |                     | aktiv       |